# Campionato europeo maschile di calcio 1960
Il campionato europeo di calcio 1960, ufficialmente Coppa delle nazioni europee di calcio 1960, è stata la prima edizione del campionato europeo di calcio, organizzato ogni quattro anni dalla UEFA. Al torneo si iscrissero in tutto diciassette squadre, con le clamorose rinunce principalmente della Germania Ovest, dell'Italia e dell'Inghilterra. 
La fase finale fu ospitata dalla Francia, dove si svolsero le ultime quattro partite dal 6 al 10 luglio del 1960. Il torneo fu vinto dall'Unione Sovietica, che, guidata dal leggendario portiere Lev Jašin, sconfisse in finale la Jugoslavia.

## Formula
La formula di questa edizione del torneo prevedeva turni a eliminazione diretta con partite di andata e ritorno. Le semifinali e le finali per il terzo e per il primo posto sarebbero state disputate invece in gare uniche, disputate in una delle quattro nazioni che fossero giunte a quel punto.

## Qualificazioni
Le diciassette squadre partecipanti si incontrarono in partite ad eliminazione diretta. Fu effettuato un turno preliminare, uno spareggio di andata e ritorno disputato tra l'Irlanda e la Cecoslovacchia, che decretò la squadra partecipante agli ottavi di finale. Successivamente furono disputati, sempre con partite di andata e ritorno, gli ottavi ed i quarti di finale.

### Turno preliminare
| Squadra 1 | Totale | Squadra 2      | Andata | Ritorno |
| --------- | ------ | -------------- | ------ | ------- |
| Irlanda   | 2 - 4  | Cecoslovacchia | 2 - 0  | 0 - 4   |

### Ottavi di finale
| Squadra 1        | Totale | Squadra 2      | Andata | Ritorno |
| ---------------- | ------ | -------------- | ------ | ------- |
| Unione Sovietica | 4 - 1  | Ungheria       | 3 - 1  | 1 - 0   |
| Francia          | 8 - 2  | Grecia         | 7 - 1  | 1 - 1   |
| Romania          | 3 - 2  | Turchia        | 3 - 0  | 0 - 2   |
| Norvegia         | 2 - 6  | Austria        | 0 - 1  | 2 - 5   |
| Jugoslavia       | 3 - 1  | Bulgaria       | 2 - 0  | 1 - 1   |
| Germania Est     | 2 - 5  | Portogallo     | 0 - 2  | 2 - 3   |
| Polonia          | 2 - 7  | Spagna         | 2 - 4  | 0 - 3   |
| Danimarca        | 3 - 7  | Cecoslovacchia | 2 - 2  | 1 - 5   |

### Quarti di finale
| Squadra 1  | Totale | Squadra 2        | Andata      | Ritorno     |
| ---------- | ------ | ---------------- | ----------- | ----------- |
| Spagna     | 0 - 6  | Unione Sovietica | 0 - 3 (TAV) | 0 - 3 (TAV) |
| Francia    | 9 - 4  | Austria          | 5 - 2       | 4 - 2       |
| Portogallo | 3 - 6  | Jugoslavia       | 2 - 1       | 1 - 5       |
| Romania    | 0 - 5  | Cecoslovacchia   | 0 - 2       | 0 - 3       |

## Squadre partecipanti
| Squadra             | Data qualificazione |
| ------------------- | ------------------- |
| Unione Sovietica    |                     |
| Francia (ospitante) |                     |
| Jugoslavia          |                     |
| Cecoslovacchia      |                     |

## Stadi
Gli stadi del torneo furono il Parco dei Principi di Parigi, teatro della finale, e lo Stadio Vélodrome di Marsiglia
| Parigi Marsiglia | Parigi             | Marsiglia        |
| ---------------- | ------------------ | ---------------- |
| Parigi Marsiglia | Parco dei Principi | Stadio Vélodrome |
| Parigi Marsiglia | Capienza: 40 000   | Capienza: 40 000 |
| Parigi Marsiglia |                    |                  |

## Risultati

### Tabellone
|  | Semifinali       | Semifinali       | Semifinali |            |                        | Finale                    | Finale                    | Finale                    |  |
|  |                  |                  |            |            |                        |                           |                           |                           |  |
|  | Cecoslovacchia   | Cecoslovacchia   | 0          |            |                        |                           |                           |                           |  |
|  | Cecoslovacchia   | Cecoslovacchia   | 0          |            |                        |                           |                           |                           |  |
|  | Unione Sovietica | Unione Sovietica | 3          |            |                        |                           |                           |                           |  |
|  | Unione Sovietica | Unione Sovietica | 3          |            | Unione Sovietica (dts) | Unione Sovietica (dts)    | 2                         |                           |  |
|  |                  |                  |            |            | Unione Sovietica (dts) | Unione Sovietica (dts)    | 2                         |                           |  |
|  |                  |                  | Jugoslavia | Jugoslavia | 1                      |                           |                           |                           |  |
|  | Francia          | Francia          | Jugoslavia | Jugoslavia | 1                      | 4                         |                           |                           |  |
|  | Francia          | Francia          |            |            |                        | 4                         |                           |                           |  |
|  | Jugoslavia       | Jugoslavia       | 5          |            |                        | Finale per il terzo posto | Finale per il terzo posto | Finale per il terzo posto |  |
|  | Jugoslavia       | Jugoslavia       | 5          |            |                        |                           |                           |                           |  |
|  |                  |                  |            |            |                        |                           |                           |                           |  |
|  |                  |                  |            |            |                        | Cecoslovacchia            | Cecoslovacchia            | 2                         |  |
|  |                  |                  |            |            |                        | Cecoslovacchia            | Cecoslovacchia            | 2                         |  |
|  |                  |                  |            |            |                        | Francia                   | Francia                   | 0                         |  |

### Semifinali
| Arbitro: | Gaston Grandain |

|                                           |           |                                                  |
| Vincent 12’ Heutte 43’, 62’ Wisnieski 53’ | Marcatori | 11’ Galić 55’ Žanetić 75’ Knez 78’, 79’ Jerković |

| Arbitro: | Cesare Jonni |

|  |           |                                 |
|  | Marcatori | 34’, 56’ Ivanov 66’ Ponedel'nik |

### Finale per il terzo posto
| Arbitro: | Cesare Jonni |

|                         |           |  |
| Bubník 58’ Pavlovič 88’ | Marcatori |  |

### Finale
| Arbitro: | Arthur Edward Ellis |

|                                |           |           |
| Metreveli 49’ Ponedel'nik 113’ | Marcatori | 43’ Galić |

## Statistiche

### Classifica marcatori

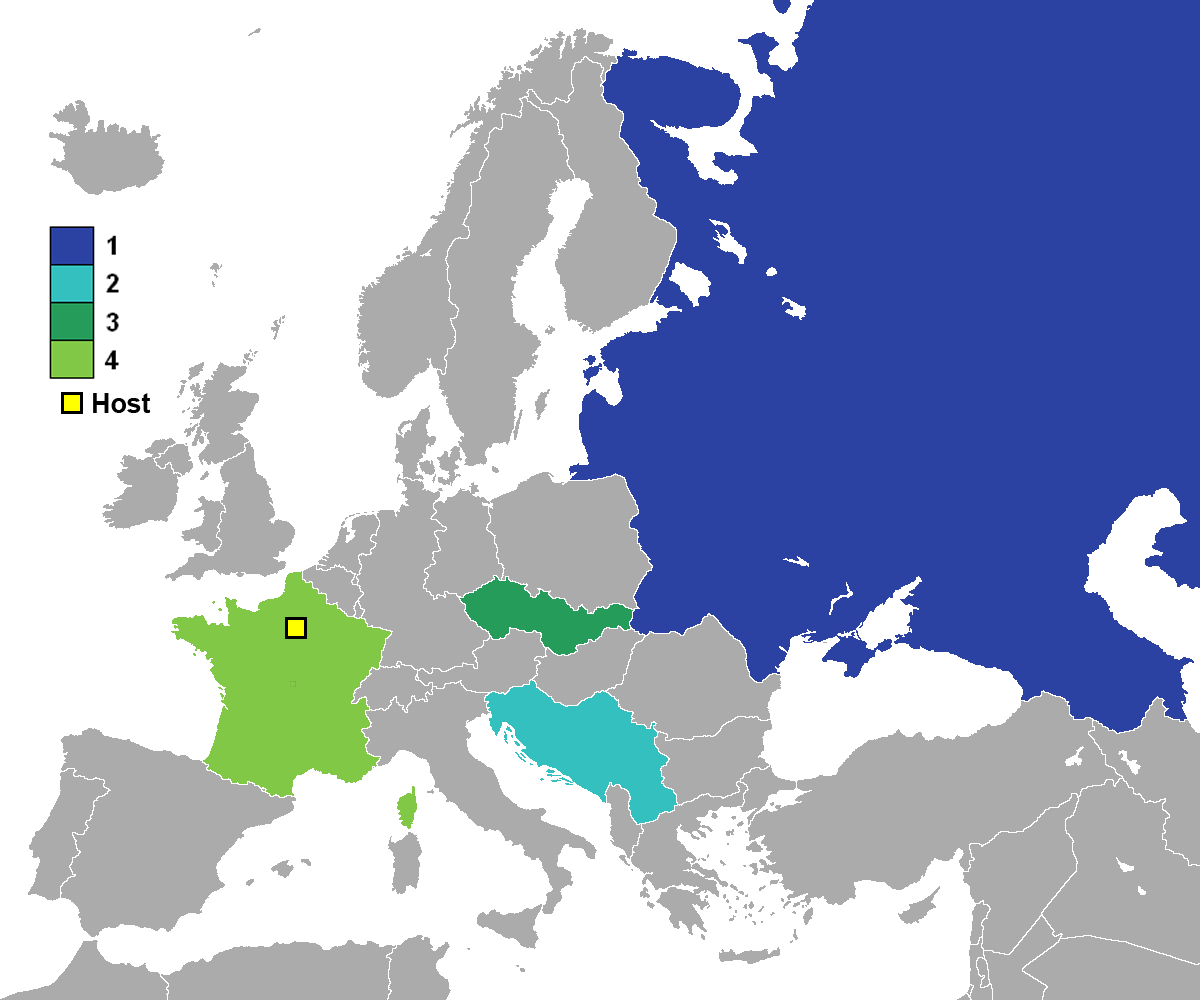
Piazzamenti delle nazionali

2 reti
- François Heutte
- Milan Galić

- Dražan Jerković
- Valentin Koz'mič Ivanov

- Viktor Ponedel'nik

1 rete
- Vlastimil Bubník
- Ladislav Pavlovič
- Jean Vincent

- Maryan Wisnieski
- Tomislav Knez

- Ante Žanetić
- Slava Met'reveli

### Record
- Gol più veloce:  Milan Galić (Francia-Jugoslavia, semifinali, 6 luglio, 11º minuto)
- Gol più lento:  Viktor Ponedel'nik (Unione Sovietica-Jugoslavia, finale, 10 luglio, 113º minuto)
- Primo gol:  Milan Galić (Jugoslavia 2 gol fatti)
- Ultimo gol:  Viktor Ponedel'nik (Unione Sovietica-Jugoslavia, finale, 10 luglio, 113º minuto)
- Miglior attacco:  Jugoslavia (6 reti segnate)
- Peggior attacco:  Cecoslovacchia (2 reti segnate)
- Miglior difesa:  Unione Sovietica (1 gol subito)
- Peggior difesa:  Francia (7 reti subite)
- Partita con il maggior numero di gol:  Francia- Jugoslavia 4-5 (semifinali, 6 luglio, 9 gol)
- Partita con il maggior scarto di gol:  Cecoslovacchia- Unione Sovietica 0-3 (semifinali, 6 luglio, 3 gol di scarto)